# Enrique III el Negro
Enrique III (28 de octubre de 1017-5 de octubre de 1056), apodado el Negro, miembro de la dinastía salia, fue coronado rey alemán el 14 de abril de 1028 cuando su padre Conrado II aún vivía, pronto tomando parte en los asuntos del imperio, y a la muerte de su padre el 4 de junio de 1039 se convirtió en el único rey alemán. Fue coronado emperador por el papa Clemente II el 25 de diciembre de 1046. Fue un claro representante del cesaropapismo, al marcar la supremacía del emperador sobre el papa. Durante su reinado el Sacro Imperio llegó a su apogeo, punto al cual no retornaría hasta los tiempos del emperador Carlos V.

## Hechos, matrimonios y descendientes
Se casó en 1036 con Gunhilda, una hija de Canuto el Grande, pero ella ya falleció en 1038. Enrique III se volvió a casar en 1043 con Inés de Poitou (o Poitiers), hija del duque Guillermo V de Aquitania. Tuvieron varios hijos, entre los que se encontraban el emperador Enrique IV y Judit de Suabia, esposa de Salomón de Hungría.
Combatió a los ducados para conservar el poder del Imperio Romano Germánico. Apoyó la reforma en el seno de la Iglesia.

## Pretensiones sobre el Reino de Hungría

### Durante el Reinado dePedro Orseolo de Hungría
A la muerte de San Esteban I de Hungría, su sobrino veneciano, Pedro Orseolo, tomó el trono de Hungría y para conservarlo pidió asistencia a Enrique III, ofreciéndole a cambio el vasallaje del reino. Luego de que en 1041 fuese depuesto Orseolo, los nobles húngaros escogieron a Samuel Aba de Hungría, quien gobernó hasta 1044, cuando Orseolo regresó a Hungría junto con el ejército de Enrique III. Se libró la batalla de Ménfő, donde los ejércitos de Enrique III y Pedro Orseolo resultaron vencedores. Orseolo gobernó hasta 1046, cuando fue derrotado por Andrés I de Hungría y sus hermanos, todos descendientes de la casa gobernante de Árpad.

### Durante el reinado deAndrés I de Hungría
En 1051 Enrique III invadió Hungría con su ejército para reclamarla como su vasallo, pero fue repelido por Andrés I durante la batalla de Vértes, donde tuvo que escapar a Hainburg con sus tropas. Posteriormente, en 1052, Enrique III volvió a Hungría y decidió asediar Bratislava por vía fluvial, lo cual desencadenó la batalla de Bratislava. Su ofensiva resultó fallida debido a que los húngaros hundieron furtivamente sus barcos durante la noche, y nuevamente se vio forzado a retirarse al Sacro Imperio.
Las pretensiones de vasallaje solo desaparecieron tras la muerte de Enrique III, cuando en 1058 se firmó un tratado entre Andrés I y Enrique IV, hijo del fallecido emperador, por el que Judit, hermana de Enrique IV, sería comprometida en matrimonio con Salomón, hijo de Andrés I.
Murió en 1056 y le sucedió su hijo Enrique IV, que mantuvo su política religiosa.